# Собех, Артур
А́ртур Со́бех (пол. Artur Sobiech; 12 июня 1990, Руда-Слёнска, Польша) — польский футболист, нападающий клуба «Лех». Выступал за сборную Польши.

## Карьера

### Клубная
Проведя четыре года в составе клуба «Рух», он перешёл в «Полонию».
30 июня 2011 года подписал контракт с «Ганновером». 9 августа 2018 года Собех подписал трехлетний контракт с «Лехией» из Гданьска. 

### В сборной
В мае 2010 года впервые был вызван в сборную.
В общей сложности за сборную, он провёл три матча, и ни разу не поразил в них ворота соперника.